# 퓨처 샵
퓨처 샵(Future Shop)은 캐나다 최대 전자제품 유통업체이다. 2009년 기준으로, 베스트 바이(Best Buy) 캐나다가 소유하고 있다. 퓨처샵은 2007년 12월 기준, 총 131개의 매장을 캐나다 전역에 갖고 있다.
2001년 11월 4일 미국계 기업 베스트 바이가 500만 캐나다 달러에 퓨처 샵을 인수했고 베스트 바이 캐나다로 사명이 변경되었다. 그러나 베스트 바이 측은 퓨처샵이란 상표를 유지하고 있으며 그 후 성장세가 점차 증가되고 있다. 2007년 11월 퓨처샵은 토론토 던다스 스퀘어에 플래그십 매장을 열었다.